# Francisco Díaz del Castillo
Francisco Díaz del Castillo (Macuspana, Tabasco  -  Macuspana, Tabasco) fue un político mexicano, que nació en la villa de Macuspana, estado de Tabasco. Ocupó el cargo de Subvicegobernador de Tabasco en 1841, y a los pocos meses fue elegido gobernador interino del estado. Se ignora la fecha de su nacimiento. 

## Gobernador interino de Tabasco
En las elecciones realizadas el 1 de febrero de 1841, fue elegido gobernador del estado José Víctor Jiménez, vicegobernador Justo Santa Anna y subvicegobernador Francisco Díaz del Castillo.
Sin embargo el 4 de marzo, el gobernador José Víctor Jiménez tuvo que dejar el cargo en manos del vicegobernador Justo Santa Anna.
Díaz del Castillo ocupó la gubernatura del estado en forma interina como Subvicegobernadoren ejercicio del Poder Ejecutivo, desde septiembre de 1841 cuando se retiró de la gubernatura el vicegobernador Justo Santa Anna, permaneciendo en el cargo hasta el 9 de febrero de 1842.
Durante su gobierno, en noviembre de 1841, Francisco Díaz del Castillo y el comandandante general Francisco de Sentmanat tuvieron que recibir a un comisionado de Santa Anna para tratar de resolver las controversias entre Tabasco y la Federación. Como consecuencia de eso, Díaz del Castillo reconoció a Antonio López de Santa Anna como Presidente e inició las negociaciones para la reincorporación de Tabasco a México, (ya que el Congreso del Estado, había decretado la separación de Tabasco el 13 de febrero de ese mismo año), y el 14 de noviembre, Tabasco devolvió Huimanguillo a Veracruz y Pichucalco a Chiapas, los cuales había anexado el 3 de septiembre.
Sin embargo el Congreso del Estado puso como condición para la reincorporación, que se promulgara una nueva Constitución, por lo que el estado siguió sin reincorporarse a la unión nacional.
Se ignora la fecha de su fallecimiento, aunque se sabe que aún vivía en 1852.